# 후지이 류세이
후지이 류세이(일본어: 藤井 流星, 1993년 8월 18일 ~ )는 일본의 가수, 배우이며, 남성 아이돌 그룹 쟈니즈WEST의 멤버이다. STARTO ENTERTAINMENT 소속.

## 내력
2006년 10월, 쟈니즈 사무소에 입소. 11월, 나카야마 유마, 카미야마 토모히로와 함께 TOP kids를 결성.
2007년 8월, Hey! Say! 7의 칸사이판으로서 결성된, Hey! Say! 7 WEST (후의 7 WEST)의 멤버가 된다.
2009년 3월, 《사무라이 전학생~우리의 길은 무사도~》로 드라마에 첫 출연한다.
2014년 4월, 쟈니즈WEST로서 CD 데뷔한다.

## 인물
- 여동생은 전가수인 후지이 슈카, E-girls의 후지이 카렌(Happiness)이다.

## 수상
- TVnavi 드라마 오브 더 이어 2013·신인 남우상 (《미스 파일럿》)

## 출연

### 드라마
- DRAMATIC-J 우리들의 미라클 서머 (2008년 8월, 칸사이 TV) - 료타 역
- 사무라이 전학생~우리의 길은 무사도~ (2009년 3월, 칸사이 TV) - 가토 류스케 역
- DRAMADA-J 언젠가의 우정부, 여름. (2009년 9월, 칸사이 TV) - 오타 히로시 역
- 아무도 모르는 J학원 (칸사이 TV)
  - 꽃보라의 춤 (2010년 5월 12일) - 콘도 아츠시 역
  - 졸업 조난하는 시청각실 (2010년 7월 7일) - 아츠시 역
- 미스 파일럿 (2013년 10월 ~ 12월, 후지 TV) - 야마다 가즈오 역
- SHARK (2014년 1월 ~ 3월, 닛폰 TV) - 기타가와 가즈키 역
- 어게인!! (2014년 7월 ~ 9월, MBS 제작·TBS) - 주연·이마무라 킨이치로 역
- 어서 오세요, 우리 집에 (2015년 4월 ~ 6월, 후지 TV) - 쓰지모토 마사키 역
- 사무라이 선생님 (2015년 10월 ~ 12월, TV 아사히) - 사에키 도라노스케 역
- 렌탈 구세주 (2016년 10월 ~ 12월, 닛폰 TV) - 아오이 덴지로 역

### 영화
- 기숙사 페스티벌 ~최후의 7대 불가사의~ (2012년)
- 칸사이 쟈니즈 Jr.의 교토 우즈 마사 행진곡 (2013년)
- 극장판 카케구루이2: 절체절명의 러시안 룰렛 (2021년) - 시키가미 마쿠로 역

### 버라이어티
- 더 소년구락부 (BS2)
- 혼쟈니! (칸사이 TV/BS후지)
- 미라클J (ABC TV)

### 무대
- DREAM BOY 〈다키자와 히데아키 편〉 〈KAT-TUN&칸쟈니∞ 편〉 (2004년, 우메다 고마 극장)